# دهستان دهنو (یزد)
دهستان دهنو، یکی از دهستان‌های بخش اکرم‌آباد شهرستان یزد در استان یزد ایران است. مرکز این دهستان، روستای دهنو است.

## جمعیت
بر پایه سرشماری عمومی نفوس و مسکن در سال ۱۳۹۵، جمعیت دهستان دهنو برابر با ۵٬۱۶۱ نفر بوده‌است.